# Noble Island
Noble Island ist eine Insel im südwestlichen Teil von Stewart Island, Neuseeland.

## Geographie
Die Insel befindet sich an der Ostseite des südwestlichen Teils von Stewart Island, im Übergang des South Arm genannten Fjords zum Pazifischen Ozean. Während der South Arm westlich der Insel liegt, trennt die Pegasus Passage die Insel im Norden von der Landmasse von Stewart Island. Nordöstlich trennt die Blind Passage Noble Island von der Nachbarinsel Anchorage Island und im Südwesten liegt zwischen Noble Island und einer Halbinsel von Stewart Island die South Passage. Das Gewässer in südöstlicher Richtung wird Port Pegasus/Pikihatiti genannt. Dahinter befindet sich die Weite des Pazifischen Ozeans.
Noble Island, rund 1,6 km² groß, erstreckt sich über eine Länge von rund 2,24 km in Nordnordwest-Südsüdost-Richtung und eine maximale Breite von rund 1,2 km in Westsüdwest-Ostnordost-Richtung. Die höchste Erhebung mit 154 m befindet sich im mittleren Teil der Insel.
Die Insel ist gänzlich bewaldet.